# Марія де Жезуш душ Сантуш
Марія де Жезуш душ Сантуш (пор. Maria de Jesus dos Santos; 10 вересня 1893 року, Олівал, Орен], Португальське королівство — 2 січня 2009 року, Коружу, Томар, Португалія) — португальська супердовгожителька та фермерка. 26 листопада 2008 року, після смерті американки Едни Паркер, стала найстарішою з живих на той момент людей. Вона стала найстарішою повністю верифікованою нині живою людиною в Португалії у віці 111 років і 318 днів, після смерті 114-річної Марії до Куто Майї-Лопес 25 липня 2005 року, і найстарішою в Європі після смерті 114-річної француженки Каміль Луазо, 12 серпня 2006 року у віці 112 років і 336 днів. Марія де Жезуш душ Сантуш була останньою повністю верифікованою людиною, що народилась у 1893 році.

## Життєпис
Марія де Жезуш народилася 10 вересня 1893 року в португальській громаді Олівал. В 1919 році, у 26 років, вступила в шлюб. Вона мала 5 дітей, троє з яких на момент її смерті були ще живі. Її дочка Мадалена, яка народилась 25 грудня 1924 року, жила разом з нею. Її наймолодший син Мануел Сантуш народився в 1928 році. Марія також мала 11 онуків, 16 правнуків та 6 праправнуків. В 1951 році (у 57 років) Марія овдовіла. 
За своє життя вона була в лікарні всього раз. Все життя вона займалася землеробством і жила в селі.
В останні місяці життя Марія не впізнавала рідних і мала серйозні проблеми зі слухом та зором. Проте вона могла ходити і здійснювала регулярні прогулянки на свіжому повітрі. Вона любила дивитися старі альбоми, засмагати на ґанку, їсти рисовий пудинг і приймати ванни. Незважаючи на вік, Марія жила у власному будинку, а не в будинку для літніх людей. Вона ніколи не пила і не курила, вважаючи за краще їсти рибу та овочі.
11 червня 2008 року, у віці 114 років і 275 днів, Марія де Жезуш перевершила Марію до Коуто Майю-Лопес і стала найстарішою повністю верифікованою португалкою в історії.
Марія де Жезуш померла 2 січня 2009 року. Причиною смерті став септичний шок. Після її смерті найстарішою повністю верифікованою людиною в світі стала американка Гертруда Бейнс, яка була на 208 днів молодшою за Марію.